# Buduques
Os Buduques (em buduque: Будад, Budad) são um grupo étnico primariamente localizado na montanhosa cidade de Buduque, raion de Quba, nordeste do  Azerbaijão. São cerca de mil pessoas de religião muçulmana e que falam a língua buduque (20%) e o azeri.